# Setodes priyadarcha
Setodes priyadarcha är en nattsländeart som beskrevs av Schmid 1987. Setodes priyadarcha ingår i släktet Setodes och familjen långhornssländor. Inga underarter finns listade i Catalogue of Life.